# Aéroport international de Kualanamu
Pour les articles homonymes, voir KNO.
L'aéroport international de Kualanamu (code IATA : KNO • code OACI : WIMM) est l'aéroport international desservant la ville de Medan, la capitale de la province indonésienne de Sumatra du Nord. Il est situé à Kualanamu, dans le kabupaten de Deli Serdang, à l'emplacement d'une ancienne plantation de palmier à huile. Inauguré le 25 juillet 2013, l'aéroport de Kualanamu a remplacé l'ancien aéroport de Polonia.
C'est le 5e aéroport le plus fréquenté d'Indonésie derrière Soekarno-Hatta (Jakarta), Juanda (Surabaya), Ngurah Rai (Denpasar) et Hasanuddin (Makassar).

## Histoire

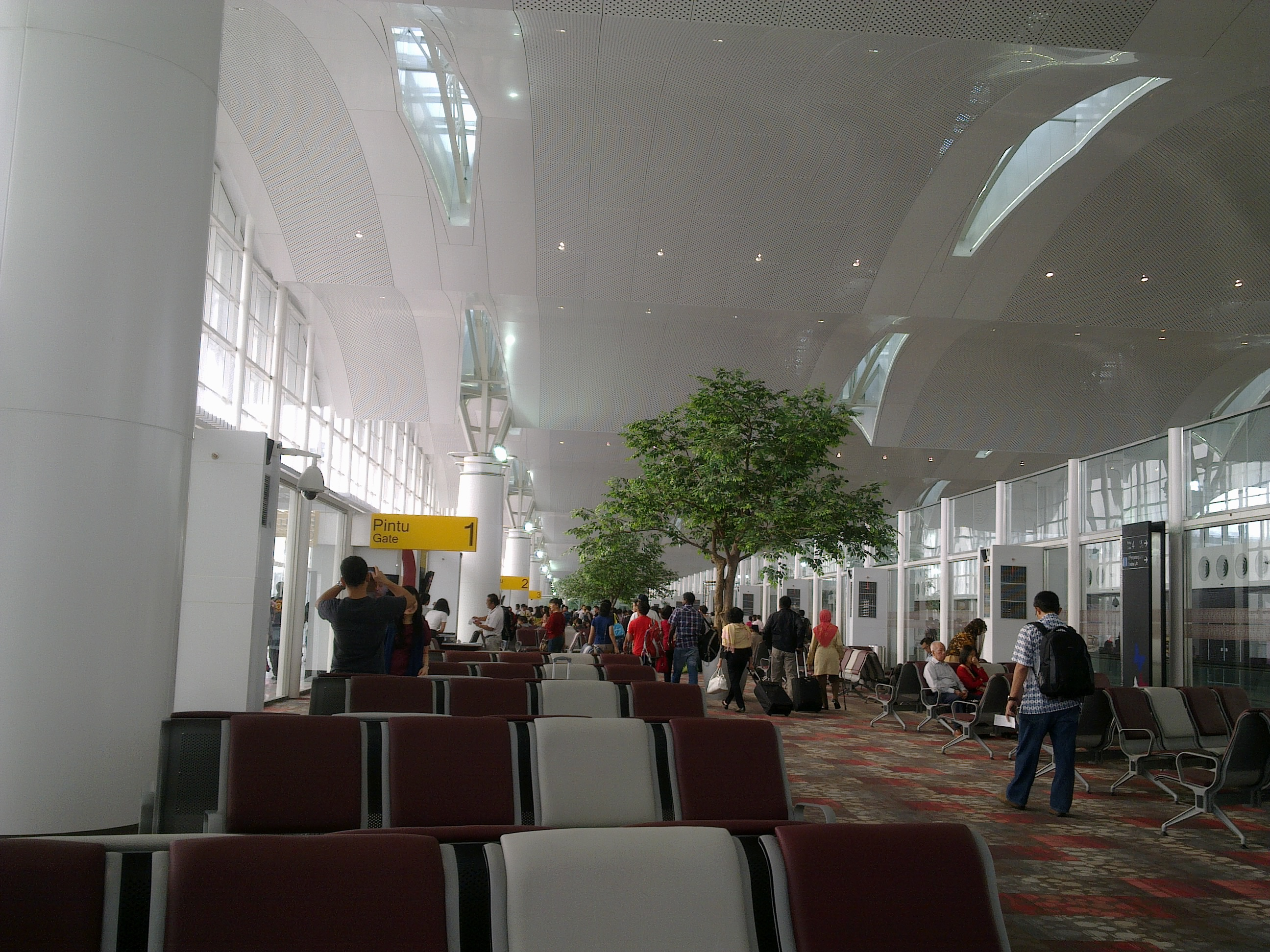
Salle d'attente à l'aéroport international de Kualanamu.

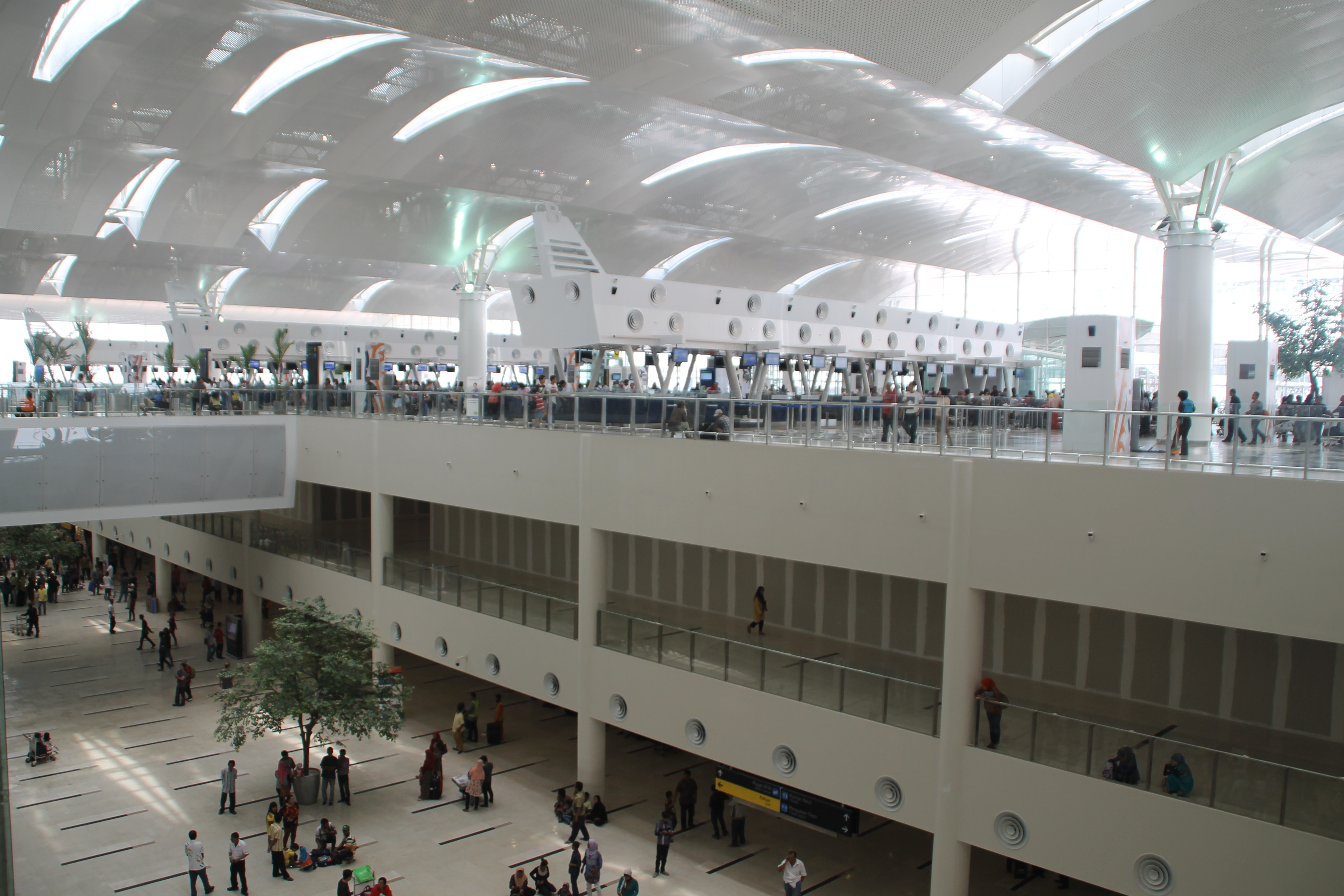
Hall des départs.

L'aéroport de Polonia souffrait d'une piste de 2 900 mètres, trop courte, de la proximité du mont Sibayak et sa situation au milieu de la ville. Il était en outre surchargé, avec un trafic annuel de 4,5 millions de passagers dans des installations conçues pour seulement 900 000.
La construction d'un nouvel aéroport à Kualanamu, à 20 km au nord-est de Medan, à 3 km de la mer, sur un site de 6,5 km x 2,1 km, avait été décidée en 1992, à la suite de problèmes de sécurité. La crise financière asiatique de 1997 l'a reportée. Le crash du vol RI 091 de la compagnie Mandala Airlines le 5 septembre 2005 a relancé cette construction qui a commencé en juin 2006 pour une ouverture initialement prévue en octobre 2009. Inauguré le 25 juillet 2013, l'aéroport de Kualanamu remplace alors l'ancien aéroport de Polonia, qui est restitué à l'armée de l'air indonésienne et rebaptisé base aérienne de Soewondo.
Initialement conçu pour un trafic de 6,4 millions de passagers, dont 1,2 million internationaux, une deuxième phase prévue en 2025 en porterait la capacité à 14 millions de passagers, dont 2,5 millions internationaux.

## Situation
| Banda Aceh Denpasar Pangkal · Pinang Tanjung · Pandan Djakarta-Soekarno-Hatta Bengkulu Solo Semarang Pangkalan · Bun Palangkaraya Sampit Palu Djakarta-Halim Perdanakusuma Samarinda Malang Surabaya Balikpapan Ende Kupang Komodo Gorontalo Jambi Bandar Lampung Ambon Tarakan Ternate Manado Gunung · Sitoli Medan Wamena Biak Merauke Timika Jayapura Pekanbaru Batam Tanjung · Pinang Bau-Bau Banjarmasin Makassar Palembang Bandung Pontianak Ketapang Bima Lombok Manokwari Sorong Padang Yogyakarta |

## Compagnies et destinations
| Compagnies                             | Destinations |
| -------------------------------------- | --- |
| AirAsia                                | Kuala Lumpur, Penang |
| Batik Air                              | Madras (Chennai), Jakarta-Halim-Perdanakusuma, Djakarta-S.-Hatta, Kuala Lumpur |
| Citilink                               | Banda Aceh-Sultan-Iskandar-Muda, Bandung-H.-Sastranegara, Batam-Hang Nadim, Jakarta-Halim-Perdanakusuma, Djakarta-S.-Hatta, Pekanbaru (Simpang Tiga), Yogyakarta Hajj: Djeddah - Roi-Abdelaziz |
| Garuda Indonesia                       | Djakarta-S.-Hatta, Singapour-Changi Hajj: Djeddah - Roi-Abdelaziz, Médine-Prince M. Bin Abdulaziz                                                                                              |
| Garuda Indonesia opéré par Explore     | Gunungsitoli, Lhokseumawe, Maimun Saleh, Sibolga, Silangit |
| Garuda Indonesia opéré par Explore Jet | Batam-Hang Nadim, Makassar-Sultan-Hasanuddin, Palembang-M. Badaruddin II" |
| Indonesia AirAsia                      | Bangkok-Don Muang, Kuala Lumpur, Djakarta-S.-Hatta , Palembang-M. Badaruddin II, Penang, Singapour-Changi , Yogyakarta                                                                         |
| Jetstar Asia Airways                   | Singapour-Changi |
| Lion Air                               | Banda Aceh-Sultan-Iskandar-Muda, Bandung-H.-Sastranegara, Batam-Hang Nadim, Djakarta-S.-Hatta, Padang-Tabing, Palembang-M. Badaruddin II, Pekanbaru (Simpang Tiga), Penang, Surabaya-Juanda    |
| Malaysia Airlines                      | Kuala Lumpur |
| Malindo Air                            | Kuala Lumpur |
| Saudia                                 | Hajj: Djeddah - Roi-Abdelaziz, Médine-Prince M. Bin Abdulaziz |
| SilkAir                                | Singapour-Changi |
| Sriwijaya Air                          | Batam-Hang Nadim, Djakarta-S.-Hatta, Padang-Tabing, Penang En saison : Colombo-Bandaranaike |
| Susi Air                               | Blangpidie, Kutacane, Silangit, Lasikin (en), Singkil, Tapaktuan |
| Wings Air                              | Dumai, Gunungsitoli, Jambi-Sultan Thaha, Lhokseumawe, Meulaboh, Aek Godang (en), Maimun Saleh, Sibolga, Silangit, Lasikin (en), Takengon (en)                                                  |

Édité le 03/02/2018

## Statistiques de l'aéroport de Kualanamu

### En graphique
Pour des raisons techniques, il est temporairement impossible d'afficher le graphique qui aurait dû être présenté ici.

Voir la requête brute et les sources sur Wikidata.

### En tableau
| Année | Passagers | Fret (tonnes) | Mouvements d'appareils |
| ----- | --------- | ------------- | ---------------------- |
| 2003  | 2 736 332 | 23 488        | 36 359                 |
| 2004  | 3 816 337 | 28 084        | 44 228                 |
| 200 5 | 4 033 073 | 31 347        | 55 839                 |
| 2006  | 4 597 268 | 32 780        | 50 512                 |
| 2007  | 5 456 558 | 50 580        | 54 238                 |
| 2008  | 4 816 852 | 48 843        | 52 737                 |
| 2009  | 4 913 735 | 49 272        | 50 303                 |
| 2010  | 6 238 977 | 35 709        | 58 438                 |
| 2011  | 7 170 107 | 47 254        | 61 755                 |
| 2012  | 7 890 796 | 58 813        | 67 966                 |

## Accès à Kualanamu

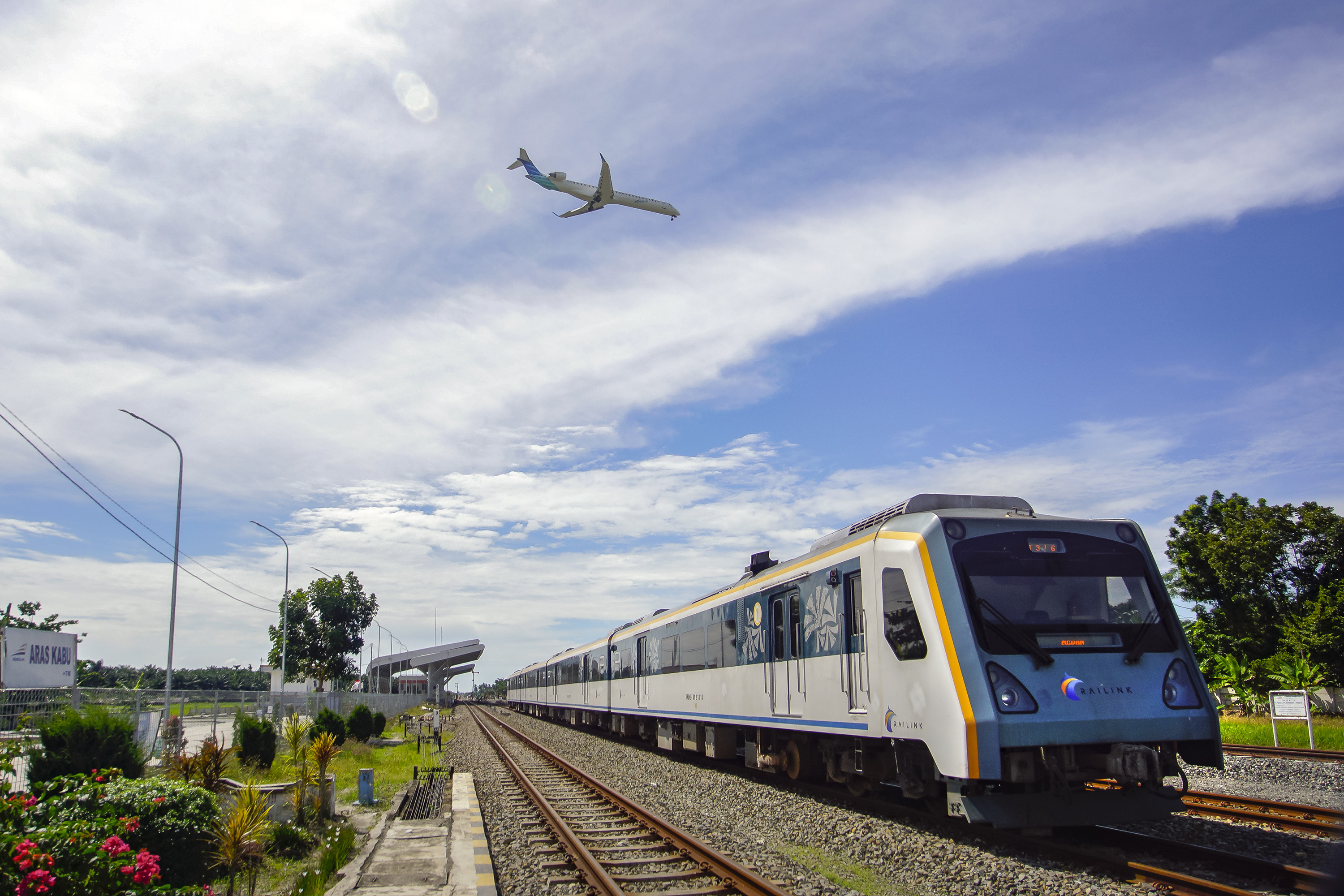
Le train qui relie Kuala Namu à Medan

L'aéroport est relié à Medan par une liaison ferroviaire dont le coût de construction est évalué à 215 millions de $ et exploité par la société PT Railink.